# Judíos de Aragón

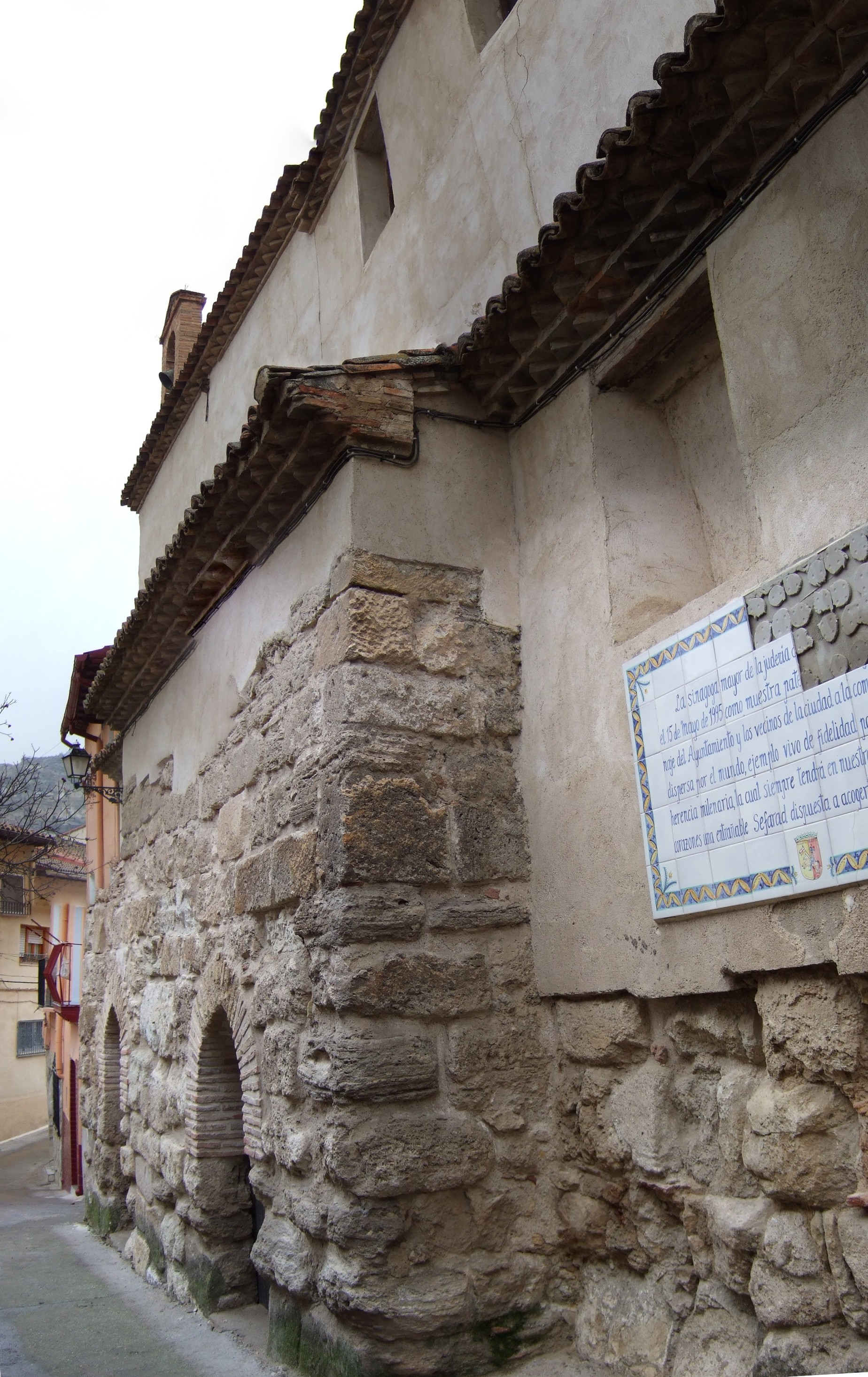
Iglesia de la Consolación de Calatayud, antigua sinagoga mayor de la judería. Los arcos eran las entradas separadas de hombres y mujeres.

Los judíos de Aragón fueron una minoría religiosa que residió en el territorio aragonés desde antes del establecimiento del reino hasta su expulsión en el año 1492 por los Reyes Católicos.

## Introducción
Desde el año 876 a su expulsión en 1492, la presencia, en mayor o menor cantidad, de judíos está documentada en prácticamente todas las ciudades y villas de la Corona de Aragón. En aquellas poblaciones en los que eran más numerosos se concentraban en un barrio judío llamado aljama. Las aljamas judías más importantes del reino de Aragón fueron las de Zaragoza, Calatayud, Huesca, Jaca, Tarazona, Teruel, Barbastro, Luna, Uncastillo, Sos, Ejea, Daroca, Tauste, Ruesta, Borja, Alagón, Montclús, Monzón, Fraga, Alcañiz, Albarracín, Montalbán, Magullón y La Almunia. La aljama se encontraba con frecuencia en el castillo o la recinto amurallado de la ciudad. Estaba gobernada por la asamblea y por los ancianos, pudiendo elegir sus propias autoridades política, judiciales y religiosas, organizando la recaudación de impuestos y resolviendo sus litigios internos de acuerdo con la Ley judía. La condición social y económica de los miembros de la aljama era desigual. Había familias ricas, que habitualmente dominaban la administración de la comunidad y la recaudación de impuestos, comerciantes y artesanos, jornaleros y familias humildes. La población de la aljama se dividía en dos a tres estamentos o manos (mayor, a veces mediana y menor) dependiendo del estatus económico y social de sus miembros. La representación en los órganos de gobierno de la aljama y la contribución a sus gastos y tributos estaba basada en las manos.

Mapa de la aljama judía de Zaragoza. 1:Sinagoga Mayor, 2:Sinagoga Menor, 3:Sinagoga de Bicorolim, 4:Sinagoga de los Siete Callizos, 5:Baños, 6:Alcaicería, 7:Puerta de la Alquibla.

La aljama judía más importante del reino y, después de los alborotos de 1391, de la corona, fue la de Zaragoza. Contaba con dos barrios, uno dentro de la muralla y otro fuera de ella. Contaba con al menos cinco sinagogas, un hospital, centros de enseñanza, baños públicos, hornos, carnicerías y, fuera de la ciudad, un cementerio. La primera documentación de judíos en Zaragoza se remonta al 839, antes de la conquista cristiana. El número de habitantes de la aljama creció con la llegada en el siglo XII de refugiados de la persecución almohade. Más importante aún fue la llegada de judíos franceses después de que fueran expulsados de ese reino. Se calcula que la población era de unos 1.500 vecinos en el año 1369. Esta aljama se salvó de ataques durante los alborotos de 1391 gracias a la intervención del rey, que se encontraba en ese momento en la ciudad.
La minoría judía de Aragón era eminentemente urbana, dedicándose a todo tipo de ocupaciones, pero destacando en la medicina, la administración, la recaudación de impuestos y las finanzas. La gran mayoría de los judíos eran considerados propiedad de la corona, proporcionándoles el rey protección a cambio de contribuciones especiales. Había algunas familias francas, libres de impuestos, y algunas pequeñas comunidades que dependían de señores o de órdenes militares. Tenían restringida su libertad de movimiento, necesitando permisos para mudarse de localidad y avales para viajar fuera del reino. No tenían los mismos derechos políticos que otros aragoneses, no estando representados en las Cortes. Con el tiempo su residencia fue segregada, para aislarlos de los cristianos y también para protegerlos durante la Semana Santa y otras festividades católicas durante las que podían ser atacados.
Entre los linajes judíos más distinguidos de Aragón se encontraban los Alazar, los Alconstantiní, los Cavallería, los Portella y los Zaporta. Miembros de estas familias fueron bailes reales un ciudades como Zaragoza, Calatayud y Tarazona, aconsejaron al rey sobre asuntos fiscales y relativos a judíos y musulmanes, y participaron como negociadores en las capitulaciones entre cristianos y musulmanes. La familia real contó también con los servicios de médicos judíos.

## Historia

### Inicio
Durante el imperio romano y el reino visigodo ya había en lo que luego sería Aragón una minoría judía, resultado de la diáspora del siglo I. Esta minoría, tolerada por los romanos, estaba siendo perseguida por los visigodos en la época previa a la invasión musulmana. Los invasores musulmanes toleraron inicialmente la presencia de las comunidades judías a cambio de impuestos especiales, pero con la invasión de los fundamentalistas almohades, las comunidades judías de Al-Ándalus emigraron a los reinos cristianos del norte. Era una comunidad dinámica que "discurre paralelamente a la conformación del Reino, nacido en el siglo XI, que consolidó una estructura pluriconfesional amparada en el derecho foral, génesis de la convivencia pragmática de las tres ‘religiones del libro’ –judíos, cristianos y musulmanes–, cuyo signo e intensidad varió según el contexto histórico y socioeconómico".
Los documentos más tempranos que atestiguan la presencia de judíos en el territorio cristiano de Aragón son contratos de adquisición de caballerías escritos en Jaca entre los años 1020 y 1030. La expansión del reino en el somontano pre-pirenaico y el valle del Ebro entre el 1076 y el 1134 aumenta su población judía, al permanecer las comunidades judías que estaban asentadas en los territorios conquistados. El primer funcionario judío de la casa real del que existe constancia fue el zaragozano Alazar, que sirvió como repositarius (administrador) de Ramón Berenguer IV. En un principio los fueros otorgados por los reyes a las poblaciones dictan normas muy similares para cristianos y judíos.
La discriminación de los judíos fue impulsada por la jerarquía católica. El III Concilio de Letrán prohibió en el año 1177 en el canon 26 que los judíos y sarracenos tuvieran empleados cristianos o que cristianos vieran en la misma casa que judíos o sarracenos. En el año 1215 el IV Concilio de Letrán decretó en el canon 68 que los judíos y los sarracenos se vistieran de un modo que los identificara como tales, y les prohibió mostrarse en público durante la Semana Santa. En el canon 69 también prohibió que los judíos ejercieran cargos públicos con autoridad sobre cristianos, este último canon no siendo codificado en Aragón hasta el año 1283, como parte del Privilegio General. 

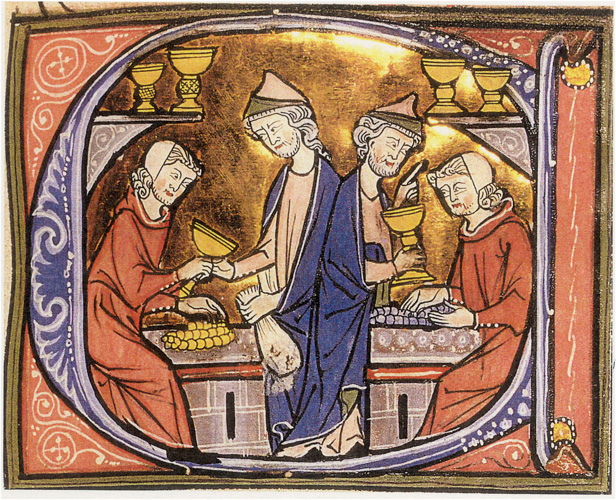
Prestamistas judíos en una ilustración del Vidal Mayor

### Época dorada
El reinado de Jaime I y los primeros años del de Pedro III se consideran la época dorada del judaísmo en la Corona de Aragón. Aunque Jamie I promovió la conversión de los judíos, obligándoles a que escucharan los sermones de los predicadores cristianos, también prohibió que se les bautizara a la fuerza y concedió privilegios de autogobierno a las aljamas judías. Jaime I y Pedro III promovieron judíos a puestos de responsabilidad en su servicio, nombrándoles bailes de distintas ciudades y territorios.

### Declive
En el año 1320 un visionario sin apoyo papal predicó la cruzada en el norte de Francia, juntando un gran número de gente en lo que se llamó la segunda cruzada de los pastores. La turba, después de ser expulsada de París, se dirigió hacia Aragón para luchar contra los musulmanes, masacrando en el camino juderías en el sur de Francia y las aljamas de Jaca y Montclús y poniendo en sitio la de Barbastro. El rey de Aragón mandó su ejército a defender sus súbditos, ejecutando muchos de los supuestos cruzados y expulsando el resto fuera del reino.
La Peste Negra de 1348 y sus posteriores rebrotes tuvieron un doble impacto en la población judía. No solo redujo la población debido a la enfermedad, a un quinto en el caso de Zaragoza, pero también fueron atacadas las juderías, al ser acusados los judíos de haber provocado la epidemia.
Los alborotos antijudíos de 1391, alentados por las predicaciones del arcediano Ferrán Martínez, en las que pedía la destrucción de las sinagogas y el aislamiento o la expulsión de los judíos, afectaron a muchas juderías de la Corona de Aragón. La de Valencia fue destruida y las de Barcelona, Tarragona y Palma de Mallorca fueron asaltadas, como lo fueron varias de las aljamas de Aragón, salvándose la de Zaragoza por la intervención real. Muchos judíos fueron asesinados o hechos siervos, mientras que otros fueron forzados a convertirse al cristianismo.

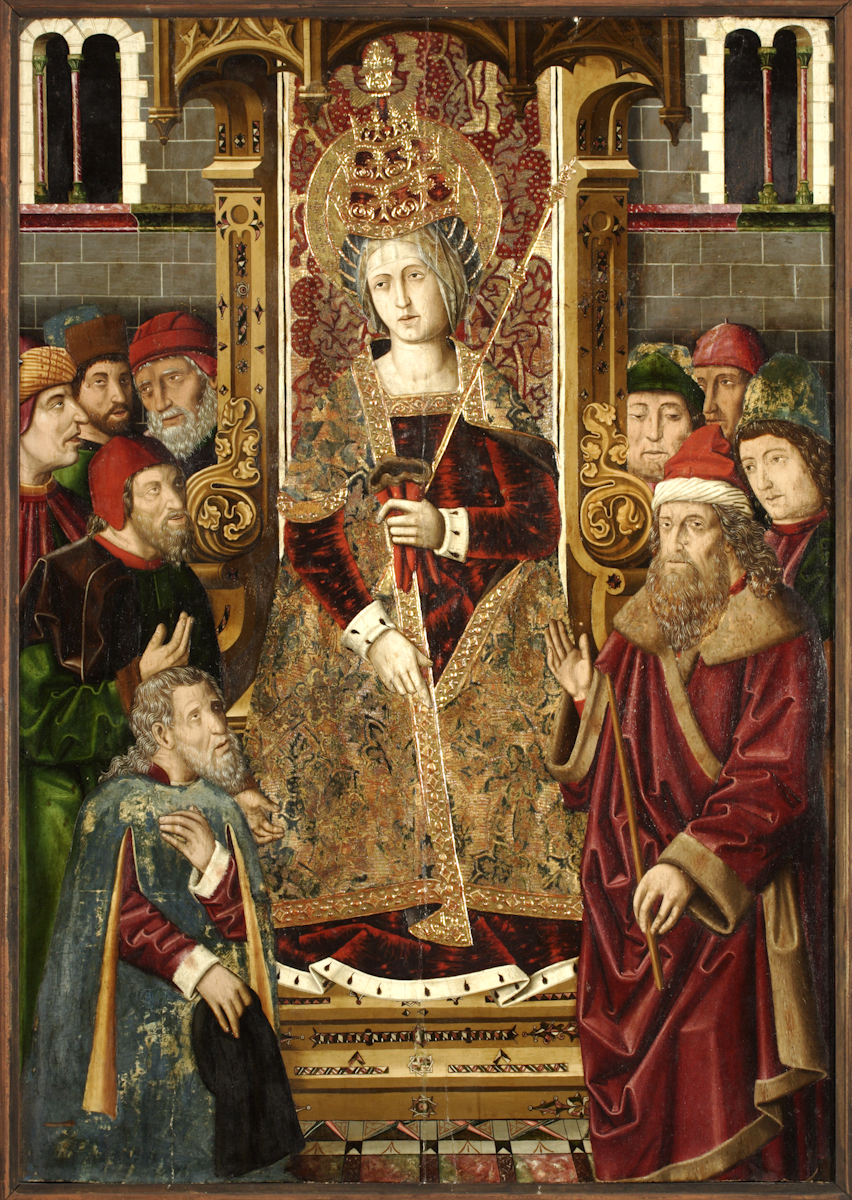
Santa Helena reunida con los judíos. Retablo de la Santa Cruz de la iglesia de Blesa, (1483-1487).

El dominico Vicente Ferrer, que había impulsado los alborotos de Valencia, comenzó una predicación para la conversión de los judíos en el 1411, siendo forzadas las comunidades judías a atender sermones de predicadores cristianos en sus propias sinagogas. Tras su voto a favor de la elección de Fernando de Antequera como rey de Aragón en el Compromiso de Caspe, usó su influencia con el nuevo monarca para que este respaldara la petición del papa Benedicto XIII de que se celebrara otro debate entre expertos católicos y judíos. Los dirigentes de las comunidades del reino fueron invitados al debate, así como otros notables e intelectuales. Tras esta Disputa de Tortosa en 1413 un número considerable de judíos aragoneses se convirtieron al cristianismo, despoblándose las juderías de localidades como Barbastro, Daroca, Fraga o Montalbán. El número de conversos fue mayor entre las élites, privando a las aljamas supervivientes de su clase dirigente y más influyente. El número de judíos en Aragón pasa de unos 9.000 en el año 1391 a unos 4.500 en el año 1419, descendiendo a 3.000 expulsados en el 1492. El descenso sería aún más dramático en los otros estados hispanos de la Corona de Aragón. Mientras que en el 1391 los judíos aragoneses representaban una tercera parte del total, en el 1419 y el 1492 son más de la mitad del total.
En 1415 Benedicto XIII decretó el cierre de las sinagogas, la confiscación de los libros sagrados judíos y el confinamiento de los judíos en sus aljamas, lo que fue asumido por Fernando I, provocando la conversión de algunos judíos, mientras que otros permanecieron fieles a su religión, emigrando unos y permaneciendo otros en el reino. Sucesivos reyes redujeron la opresión de los judíos, pero nunca se volvió a una situación similar a la que se había dado en el siglo XIII.

### Exilio
En el año 1492 los Reyes Católicos decretaron la expulsión de los judíos de sus reinos que no se hubieran convertido al cristianismo. Parte de los judíos aragoneses pasaron a Navarra y luego a Francia, y los más se embarcaron en Tortosa en dirección al norte de África, Italia y el Imperio Otomano. Muchos de ellos acabaron en ciudades de Grecia, los Balcanes, Turquía y Palestina, en las que preservaron su identidad por un tiempo, teniendo su propio barrio, el Cal de Aragón, y sus propias sinagogas, como la sinagoga Aragón de Tesalónica. La herencia del aragonés todavía pervive en ciertos aspectos del idioma judeoespañol contemporáneo.

### Los conversos
Muchos judíos aragoneses se convirtieron al cristianismo, con mayor o menor convicción, para evitar los altos impuestos y la persecución. Estos conversos se integraron en la población cristiana, mezclándose incluso con familias nobles, pero su conversión no supuso el fin de la discriminación y la persecución.  Otros, llamados criptojudíos, fingían convertirse, pero en realidad guardaban su fe y la practicaban en secreto.
La inquisición fue restablecida en la corona de Aragón el año 1483 para vigilar a los judíos conversos y otros herejes, pese a la oposición local. Pedro Arbués fue nombrado inquisidor de Aragón, iniciando la celebración de autos de fe y ejecuciones basados en confesiones obtenidas bajo tortura. El inquisidor fue asesinado mientras rezaba en la Seo de Zaragoza y varios conversos fueron procesados y ejecutados en la represión subsiguiente. La inquisición vigiló y persiguió a las principales familias conversas del reino, reduciendo su influencia política. El Libro Verde de Aragón fue publicado para exponer los antecedentes judíos de algunos de los linajes más señalados. También fueron instituidas nuevas reglamentaciones que exigían, no solo la pertenencia a la iglesia católica, sino también la limpieza de sangre para poder a acceder a cargos eclesiásticos y políticos.
Parte de la propaganda en contra de los conversos fue la creación en el siglo XVI de la historia del supuesto martirio de Dominguito de Val en Zaragoza en el año 1250, y su posterior canonización. Este libelo de sangre no aparece en ninguna documentación contemporánea al hecho y su culto fue suprimido en el 1969 por la Santa Sede, a pesar de lo cual sigue siendo venerado con una capilla de la Seo de Zaragoza que tiene como figura central un monaguillo crucificado.

## Judíos aragoneses notables
- Moshé de Portella (1230-1293): baile y merino de Tarazona y luego baile general de Aragón.
- Felipe de la Cavallería (c. 1230-1286): baile de Zaragoza y una de las personas más influyentes y poderosas de su tiempo.[12]
- Abraham ben Semu'el Abulafiah (1240-1291): cabalista, místico y filósofo nacido en Zaragoza.[22]
- Hasdai Crescas (1340-1410): nacido en Barcelona, filósofo y rabino mayor de Zaragoza, escribió La Luz del Señor.
- José Albo (c. 1380-1444): rabino y filósofo que participó en la Disputa de Tortosa, escribió el Libro de los Principios.
- Jerónimo de Santa Fe  (mediados del siglo XIV - 1419),, cuyo nombre original era Yehoshúa' ben Yosef ibn Vives ha-Lorquí, fue un médico, filósofo, escritor y rabino de Alcañiz, que representó a los judíos conversos en la Disputa de Tortosa, 1413. Escribió en latín el libro titulado "Errores y falsedades del Talmud".